# Domenico Millelire (patrouilleur)
Pour les articles homonymes, voir Domenico Millelire.
Le Domenico Millelire (pennant number :  P436) est un patrouilleur hauturier de la Marina Militare italienne, le septième et dernier navire de la classe Thaon di Revel.

## Conception
Les navires ont été conçus comme des « navires de patrouille offshore polyvalents ». Les sept premiers navires sont construits avec différentes configurations : une variante « légère » de base pour la tâche de patrouille, une configuration améliorée avec une meilleure capacité d’autodéfense et une variante « complète » intégrant des capacités beaucoup plus étendues.
La marine italienne a commandé le nouveau missile lourd MBDA TESEO Mk 2E (TESEO « EVO »), un missile antinavire à longue portée doté également d’une capacité d’attaque terrestre stratégique. Le missile aura une nouvelle « tête » terminale avec un double autodirecteur RF (radiofréquence) et vraisemblablement la capacité d’attaquer des cibles au sol, IIR (Imaging IR). Par rapport à son prédécesseur OTOMAT/TESEO, le TESEO « EVO » MK/2E a une autonomie double (voire plus) de 360 km. L’ancien OTOMAT avait un rayon d'action de 180 km,.

## Carrière
Le Domenico Millelire (P436), a été construit par Fincantieri à son chantier naval de Riva Trigoso (Gênes). Il a été mis en chantier en juillet 2022. Le chantier naval ayant achevé sa coque, la cérémonie de lancement du Domenico Millelire s’est déroulée le 13 juillet à Riva Trigoso en présence de nombreuses autorités civiles et militaires,,,.
Après cela, la coque du navire a été transférée sur la barge Atlante qui l’a convoyé de Riva Trigoso vers un autre site de Fincantieri, le chantier naval Muggiano à La Spezia, où les travaux de construction doivent être finalisés. Le Domenico Millelire devrait être livré selon les délais et le budget initialement prévus lors de l’attribution du contrat, et sa mise en service est prévue en août 2026.
Il a été baptisé en l’honneur de Domenico Millelire, pseudonyme de Domenico Leoni (1761-1827), un patriote italien et officier de la Regia Marina Sarda (Marine royale sarde). Il est connu pour avoir reçu la première médaille d’or de la valeur militaire dans l’histoire italienne, et pour avoir infligé sa première défaite à Napoléon Bonaparte.